# Élénie obscure
Elaenia obscura
Espèce
Statut de conservation UICN

 LC  : Préoccupation mineure
L'Élénie obscure (Elaenia obscura), aussi appelée Élaène obscure, est une espèce de passereau de la famille des Tyrannidae.

## Systématique
Cette espèce est monotypique selon la classification de référence du Congrès ornithologique international (version 9.2, 2019).

## Distribution
Cet oiseau vit sur le versant est des Andes, dans une zone allant du sud de l'Équateur à la Bolivie et au nord-ouest de l'Argentine.